# 胜利桥 (佛罗里达州)

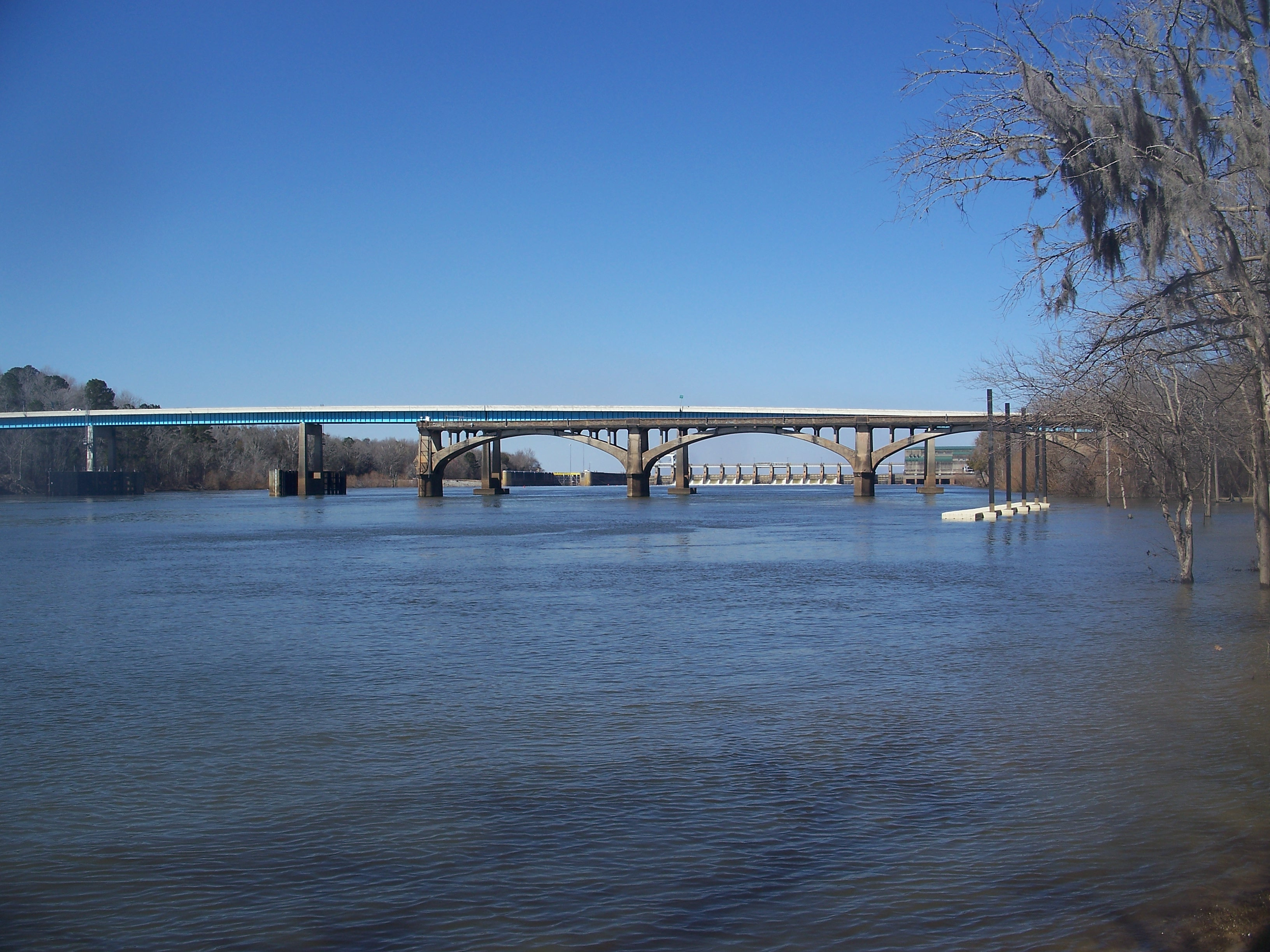
第一代和第二代胜利桥，以吉姆·伍德拉夫坝为背景

胜利桥（英語：Victory Bridge）是90号美国国道在佛罗里达州的狭长地带跨过阿巴拉契科拉河洪泛平原的桥梁，位于吉姆·伍德拉夫坝的下游。第一代胜利桥建成于1922年现已不再使用，在1994-1996年间兴建了第二代胜利桥。